# Карловарско възвишение
Карловарското възвишение (на чешки: Karlovarská virhovina) е възвишение, в разположено в западната част на Чехия, явяващо се съставна част на обширния Чешки масив. Има ромбовидна форма с приблизителни размери 70/70 km. На север със стръмни склонове се спуска към долината на река Охрже (ляв приток на Лаба), която го отделя от Рудните планини. На изток и юг с дълги и полегати склонове се спуска съответно към Чешката и Пилзенската котловини, а на запад, в района на град Марианске Лазне чрез ниска седловина се свързва с граничния планински масив Чешка гора. Северните му части са изградени предимно от гранити и гнайси, а на юг преобладават амфиболитите и слюдестите шисти. Релефът му е слабохълмист със средна надморска височина 500 – 700 m, максимална връх Лесни 983 m, разположен на около 8 km на север-североизток от град Марианске Лазне. На северния му край са разположени т.н. Доуповски планини (връх Градище 934 m), а на югоизток – ниския масив Лом 658 m. Реките, водещи началото си от възвишението се оттичат на север и североизток към река Охрже и на югоизток и юг (Роковницки Поток, Стрешела, Тършемощна, Косови Поток и др.) към река Бероунка (ляв приток на Вълтава). Големи пространства от възвишението са покрити със смърчови гори с примеси от бук, ела и бор. По западните му подножия бликат многочислени минерални източници, на базата на които още в миналото са възникнали балнеоложките курорти Карлови Вари, Франтишкови Лазне, Марианске Лазне и др.